# 발데아세데라스역
발데아세데라스역(스페인어: Baldeacederas)은 마드리드 지하철 1호선의 역이다. 마드리드 테투안 구의 브라보 무리요 거리, 카피탄 블랑코 아르기바이 거리, 피노스 알타 거리와 만나는 교차로 지하에 위치해 있다. 요금구역상으로는 A구역에 속한다.

## 역사
1961년 2월 4일 1호선이 플라사 데 카스티야 역까지 연장되면서 문을 열었다. 발데아세데라스라는 이름은 옛 발데아세데라스 거리에서 이름을 따왔으며 지금 이름은 카피탄 비앙코 아르기바이 거리로 바뀌어 있다.
2016년 7월 3일부터 1호선 도심구간에 해당되는 플라사 데 카스티야-시에라 데 과달루페 구간이 시설정비 공사로 임시 운행중단되면서 이 역도 영업을 중단하였다. 공사 작업 완료일은 2016년 11월경이 될 것으로 예측되었으나, 불편을 줄이기 위해 먼저 공사가 끝난 구간만 우선운행하기로 결정되었다. 따라서 같은해 9월 14일에 플라사 데 카스티야-콰트로 카미노스 구간 / 알토 델 아레날-시에라 데 과달루페 구간이 운행을 재개하였고, 이 역도 다시 문을 열었다.

## 환승 정보
발데아세데라스 역과 환승되는 지하철 노선은 없다. 다음 역인 플라사 데 카스티야 역에서 9호선과 10호선을 이용할 수 있다.
역 주변에는 시내버스 정류장이 네 곳 정도 있으며, 야간 버스 노선도 일부 운행된다.
| 마드리드 지하철                       | 마드리드 지하철       | 마드리드 지하철   |
| ------------------------------------- | --------------------- | ----------------- |
| 플라사 데 카스티야 피나르 데 차마르틴 | 마드리드 지하철 1호선 | 테투안 발데카로스 |